# Croconema mawsoni
Croconema mawsoni is een rondwormensoort. De wetenschappelijke naam van de soort is voor het eerst geldig gepubliceerd in 1968 door Inglis.